# Gia Long
Gia Long (Nguyễn Phúc Ánh), bardziej znany jako Nguyễn Ánh (ur. 1762, zm. 1820) – cesarz Wietnamu.
W 1777 jako najstarszy ocalały z rodu, został nominalnym władcą ogarniętego wojną domową południa Wietnamu. W 1802 po pokonaniu wszystkich przeciwników i zjednoczeniu całego kraju ogłosił się jedynym władcą Wietnamu i przyjął imię Gia Long.
Jako cesarz prowadził politykę umiarkowanego izolacjonizmu, kierując się raczej w stronę Chin i reszty Azji, niż mocarstw europejskich.
Zmarł w 1820. Założona przez niego dynastia Nguyễn panowała do 1945.